# Dissau und Steinberg
Das Naturschutzgebiet Dissau und Steinberg liegt im Landkreis Saalfeld-Rudolstadt in Thüringen. Es erstreckt sich südlich und südöstlich von Keilhau, einem Ortsteil von Rudolstadt. Nördlich des Gebietes verläuft die Landesstraße L 1048, östlich verläuft die B 85 und fließt die Saale.

## Bedeutung
Das 143,4 ha große Gebiet mit der NSG-Nr. 157 wurde im Jahr 1961 unter Naturschutz gestellt.